# 岡山縣立大學
岡山縣立大學（日语：／，英文名稱：Okayama Prefectural University）是一所日本公立大學。是位于日本岡山縣的一所公立大学，於1993年建立，簡稱為「岡縣大」或“OPU”。

## 簡介
岡山縣立大學，是1993年開設大學教育的日本公立大學。岡山縣立大學設有保健福祉學部包括看護學科、營養學科、保健福祉學科、情報工學部包括情報通信工學科、情報系統工學科，設計學部包括設計工學科、造型設計學科，大學院設有保健福祉學研究科包括碩士課程：看護學專攻、營養學專攻、保健福祉學專攻、保健福祉科學專攻、情報系工學研究科包括碩士課程：電子情報通信工學專攻、機械情報系統工學專攻、博士課程：系統工學專攻，設計學研究科包括碩士課程：視覺設計學專攻、工藝工業設計學專攻。

## 沿革
- 1993年 設置保健福祉学部、情報工学部、設計学部、短期大学部
- 1997年 大学院開設保健福祉学研究科、情報系工学研究科碩士課程
- 1998年 大学院増設設計学研究科修士課程
- 1999年 大学院開設情報系工学研究科博士課程
- 2003年 大学院増設保健福祉学研究科博士課程
- 2006年 全面改組廢止短期大学部
- 2007年 改設公立大学法人
- 2015年 新設人間情報学科

## 組織

### 学部
- 保健福祉学部
  - 看護学科
  - 營養学科
  - 保健福祉学科
- 情報工学部
  - 情報通信工学科
  - 情報系統工学科
  - 人間情報学科
- 設計学部
  - 設計工学科
  - 造形設計学科[1]

### 大学院
- 保健福祉学研究科
  - 看護学専攻
  - 營養学専攻
  - 保健福祉学専攻（以上、博士前期課程）
  - 保健福祉科学専攻（博士後期課程）
- 情報系工学研究科
  - 系統工学専攻（博士前期課程・博士後期課程）
- 設計学研究科
  - 設計工学専攻（碩士課程）
  - 造形設計学専攻（碩士課程）[2]

## 建築
岡山縣立大学同窗會館 
- 一個非常奇特的木造鼓狀建築。由同校教授岩本弘光所設計的岡山縣立大学同窗會館，全長26.5m，直徑平均8m，是一個內部完全沒有柱子的空間。建築物的目的是作為國際交流中心，結構與內裝都是木造，外側包覆鐵板，讓人聯想到荷蘭建築大師庫哈斯的經典作品「波爾多住宅」。但不同的是，這個有著雙曲拋物面的「木造單殼體」建築物內部是木質地演繹而成的溫柔空間，因而獲得了木質建築空間設計比賽的獎項。[3]